# Джексон, Мэри Энн
Мэ́ри Энн Дже́ксон (англ. Mary Ann Jackson; 14 января 1923, Лос-Анджелес, Калифорния — 17 декабря 2003, Лос-Анджелес, Калифорния) — американская киноактриса, регулярно и много снимавшаяся в возрасте 2—8 лет. С 5 до 8 лет была членом банды «Пострелят».

## Биография
Мэри Энн Джексон родилась 14 января 1923 года в Лос-Анджелесе (штат Калифорния, США). Девочка начала сниматься в возрасте двух лет: этому поспособствовало её «актёрское происхождение» — её мать, Шарлотта Джексон (1891—1992; снималась в 1928 году), была актриса, также актрисой была и старшая сестра Мэри, Пичес (1913—2002; снималась с 1918 по 1933 год). Отца Мэри звали Эфраим Пул Джексон, он не имел отношения к кинематографу; кроме сестры Пичес у неё был брат-актёр Дики (1925—1993; снимался в 1931—1933 гг.)
Мэри Энн начала сниматься в короткометражных фильмах с 1925 года, когда ей было два года, и за три года она появилась в 28 короткометражках и одном среднеметражном фильме «Девочка отовсюду» (1927). В 1928 году она стала членом банды «Пострелят» и за три следующих года снялась ещё в 46 короткометражных фильмах этой серии (всего у «Пострелят» было выпущено 220 фильмов с 1922 по 1944 год).
В «Пострелятах» Мэри Энн играла отважную старшую (на два года) сестру Уизера (Бобби Хатчинс; 1925—1945, снимался с 1927 по 1933 гг.) Режиссёр «Пострелят» Роберт Макгоуэн так охарактеризовал Мэри Энн: «Обычно я брал на роли детей, у которых не было актёрского прошлого, но Мэри Энн стала исключением. Она оказалась настоящей находкой и была моей идеальной предводительницей нашей маленькой банды. Она была не красавица, но умной и волевой, имела пафос в своём макияже. Это действительно редкая находка для меня».
Первый раз вышла замуж в 20 лет, но быстро овдовела. Вторым браком прожила всю жизнь, от пары остались двое дочерей.
После окончания кино-карьеры, повзрослев, Мэри Энн устроилась на работу в сеть супермаркетов May Company California.
Мэри Энн Джексон скончалась 17 декабря 2003 года от инфаркта миокарда в Лос-Анджелесе.

## Избранная фильмография
В кино-копилке Мэри Энн Джексон 78 фильмов, но из них 74 были короткометражными, а в 10 она не была указана в титрах.
- 1928 — Сумасшедший дом / Crazy House — Мэри Энн
- 1928 — Школа начинается / School Begins — Мэри Энн
- 1928 — Болезнь роста / Growing Pains — Мэри Энн
- 1928 — The Ol' Gray Hoss — Мэри Энн
- 1928 — Шлёп-возраст / The Spanking Age — Мэри Энн
- 1929 — День выборов / Election Day — Мэри Энн
- 1929 — Шумный шум / Noisy Noises — Мэри Энн
- 1929 — Полный ужас / The Holy Terror — Мэри Энн
- 1929 — Пошевелите ушами / Wiggle Your Ears — Мэри Энн
- 1929 — Быстрая перевозка / Fast Freight — Мэри Энн
- 1929 — Короткий разговор / Small Talk — Мэри Энн
- 1929 — Маленькая мать / Little Mother — Мэри Энн
- 1929 — По железной дороге / Railroadin' — Мэри Энн
- 1929 — Ленивые дни / Lazy Days — Мэри Энн
- 1929 — Боксирующие перчатки / Boxing Gloves — Мэри Энн
- 1929 — Кошка, собака и Компания / Cat, Dog & Co. — Мэри Энн
- 1929 — От малышек прилетает ответка / Bouncing Babies — Мэри Энн
- 1929 — Субботний урок / Saturday’s Lesson — Мэри Энн
- 1929 — Стон и Скрип, Инкорпорейтед / Moan and Groan, Inc. — Мэри Энн
- 1930 — Страсти вокруг Шекспира / Shivering Shakespeare — Мэри Энн (Мари Анникус)
- 1930 — Первые семь лет / The First Seven Years — Мэри Энн
- 1930 — Когда дует ветер / When the Wind Blows — Мэри Энн
- 1930 — Убийцы медведей / Bear Shooters — Мэри Энн
- 1930 — Суровая зима / A Tough Winter — Мэри Энн
- 1930 — Щенки есть щенки / Pups Is Pups — Мэри Энн
- 1930 — Любимец учителя[англ.] / Teacher’s Pet — Мэри Энн
- 1930 — Прогуливаем школу / School’s Out — Мэри Энн Джексон
- 1931 — Помогаем бабушке / Helping Grandma — Мэри Энн
- 1931 — Любовное дело / Love Business — Мэри Энн Купер
- 1931 — Маленький папочка / Little Daddy — Мэри Энн
- 1931 — Украденные драгоценности / The Stolen Jools — в роли самой себя, «пострелёнок» Мэри Энн
- 1931 — День выгодной сделки / Bargain Day — Мэри Энн
- 1931 — Смеющиеся грешники[англ.] / Laughing Sinners — Бетти (в титрах не указана)
- 1931 — Лети на моём бумажном змее / Fly My Kite — Мэри Энн
- 1933 — Сценическая мать[англ.] / Stage Mother — девочка-танцовщица на прослушивании (в титрах не указана)
- 1941 — Её первый кавалер[англ.] / Her First Beau — ученица (в титрах не указана)